# B. Braun Melsungen
Бі Браун Мельзунген АГ (нім. B. Braun Melsungen AG) — німецька компанія по виготовленню медичних засобів, яка має офіси та об'єкти в більш ніж 50 країнах світу. Її штаб-квартира знаходиться в невеликому містечку Мельзунген, в центрі Німеччини. Компанія була заснована в 1839 році і досі належить родині Браун.
Напрями діяльності: виробництво продукції для анестезії, ентерального та перентерального харчування, інфузійної терапії, гігієни та санітарії.

## Історія
23 червня 1839, Юлій Вільгельм Браун купує за 14 тисяч талерів Rosen-Apotheke, аптеку на Брюкенштрасе в Мельзунгені (Німеччина), і почав продавати місцеві трави поштою. Його син Бернхард Браун (Bernhard Braun) у 1864  почав з виробництва пластирів і шпильок від мігрені.

У 1867 аптека була відокремлена від виробництва фармацевтичних продуктів і в реєстрі компаній з'явилась назва  "B. Braun".

У 1900 керівником аптеки та батькової компанії стає Карл Браун.

З 1908 компанія почала виробляти стерильний шовний матеріал(Кетгут).

У 1925 був побудований перший закордонний завод у Мілані.

У 1930 почалась розробка модифікованого розчину Тіроде - Стерофундин, що став основою для всіх наступних рішень щодо збалансованих електролітних розчинів компанії.